# Tamirat Tola
Tamirat Tola Abera (11 augustus 1991) is een Ethiopische atleet, die zich heeft gespecialiseerd in de lange afstand. Hij vertegenwoordigde zijn land bij verschillende grote internationale wedstrijden.  In 2022 werd hij in Eugene wereldkampioen op de marathon. Met zijn in 2017 gelopen PR van 2:04.11 behoorde hij toen tot de tien snelsten op de marathon aller tijden. De marathon evolueert echter snel. Ondanks het feit dat hij in 2021 zijn PR verbeterde tot 2:03.39, was hij eind 2022 op de besten aller tijden lijst naar de 20ste plaats gezakt. Hij nam tweemaal deel aan de Olympische Spelen en veroverde bij die gelegenheden op de Spelen van 2016 een bronzen medaille op de 10.000 m en op Spelen van 2024 een gouden medaille op de marathon.

## Biografie

### Eerste successen
In 2013 debuteerde Tola op de halve marathon. Hij liep er dat jaar gelijk drie, waarvan hij zowel de halve marathon van Addis Ababa als die van České Budějovice won. In de derde, die van Ústí nad Labem in Tsjechië, werd hij vierde, maar daar liep hij met 1:01.27 wel zijn snelste tijd van het jaar. Een jaar later maakte hij zijn marathondebuut. Bij de marathon van Dubai werd hij vierde in 2:06.17, maar daarna ging het bij de marathon van Gyeongju een stuk minder en moest hij genoegen nemen met een achtste plaats. 
In 2015 werd Tola Ethiopisch kampioen bij het veldlopen, zijn eerste nationale titel. Hij kwalificeerde zich hiermee voor de wereldkampioenschappen veldlopen in Guiyang waar hij zesde werd. In het landenklassement eindigde het Ethiopische team als eerste. Enkele weken later was hij alweer actief op een halve marathon in Yangzhou, die hij als vijfde beëindigde en waarbij hij zijn persoonlijk beste prestatie aanscherpte tot 1:00.08, dus nipt boven de grens van 1 uur. Vervolgens was het weer de beurt aan de marathon. Eind september ging Tola van start in de marathon van Berlijn, maar die moest hij voortijdig staken. Hij sloot het jaar echter positief af door de BOclassic te winnen, een loop over 10 km, die steeds op oudejaarsavond in het Italiaanse Bolzano wordt gehouden.

### Olympisch brons in 2016
In 2016 Tola deel aan het WK halve marathon in de Britse stad Cardiff. Zijn finishtijd van 1:00.06 was goed voor een vijfde plaats. Opnieuw had hij zijn PR met enkele seconden aangescherpt. In het landenklassement won het Ethiopische team een zilveren medaille. Later dat jaar vertegenwoordigde hij Ethiopië op de Olympische Spelen van Rio. Hij kwam uit op de 10.000 m en won een bronzen medaille. Met een tijd van 27.06,26 finishte hij achter de Brit Mo Farah (goud; 27.05,17) en de Keniaan Paul Tanui (zilver; 27.05,64). In Nederland won hij de 4 Mijl van Groningen.

### Zilver op WK 2017
Het jaar 2017 ging Yola voortvarend van start door direct in de eerste maand van het jaar de marathon van Dubai te winnen in de scherpe tijd van 2:04.11. Hiermee nestelde hij zich als negende op de beste top-tien aller tijden lijst. Vervolgens won hij op 1 april de halve marathon van Praag in 59.37, waarmee hij dus voor het eerst binnen de grens van 1 uur bleef. Daarna wist hij bij de wereldkampioenschappen in Londen op de marathon in 2:09.49 de zilveren medaille te veroveren achter de Keniaan Geoffrey Kirui, die in 2:08.27 naar het goud snelde.
In 2018 startte Tola voor de derde maal in zijn loopbaan het wedstrijdseizoen met deelname aan de marathon van Dubai. Hoewel hij zijn persoonlijk beste prestatie van het jaar ervoor met vijf seconden verbeterde en op 2:04.06 stelde, werd hij nu door twee concurrenten voorbijgestreefd, van wie zijn landgenoot Mosinet Geremew won in 2:04.00. In april nam hij vervolgens deel aan de Boston Marathon, maar die liep hij niet uit vanwege ongunstige weersomstandigheden. Uitlopen deed hij in november de New York City Marathon wel; daar eindigde hij als vierde in 2:08.30. Ten slotte sloot hij, net als in 2015, het jaar af met een nieuwe overwinning in de BOclassic in Bolzano.
Een zesde plaats in de marathon van Londen was de eerste memorabele prestatie van Tola in 2019. Vervolgens won hij de halve marathon van Bogota, eindigde hij in de Great North Run als tweede achter Mo Farah en werd hij in november opnieuw vierde in de New York City Marathon. In het door de coronapandemie gedecimeerde wedstrijdseizoen 2020 herhaalde Tola zijn prestatie in de marathon van Londen van een jaar eerder met opnieuw een zesde plaats, al was hij ditmaal wel zestien seconden sneller aan de finish. 

### Wereldkampioen in 2022
Eind 2021 vestigde Tola zijn persoonlijk record op de marathon met een tijd van 2:03.39 tijdens de marathon van Amsterdam. Het jaar erna liep hij eerst op de marathon van Tokio achter winnaar Eliud Kipchoge in 2:02.40 naar een derde plaats in 2:04.14. Vervolgens bereikte hij een hoogtepunt in zijn loopbaan door tijdens de WK in Eugene op de marathon de overwinning voor zich op te eisen in 2:05.36. Zijn winnende tijd betekende bovendien een kampioenschapsrecord.

### Als reserve naar olympisch goud in 2024
De aanloop naar de Olympische Spelen van Parijs in 2024 kende voor Tola pieken en dalen. In 2023 wisselde hij een goede klassering in de marathon van Londen en een overwinning in de marathon van New York af met een uitvalbeurt tijdens de marathon op de WK in Boedapest. In 2024 volgde weer een uitvalbeurt tijdens de Londense marathon. Het was reden voor de Ethiopische bond om hem als reserve aan te wijzen voor de marathon op de Spelen in Parijs. Vanwege het feit dat de wel rechtstreeks voor de marathon geselecteerde Sisay Lemma op het laatste moment vanwege een blessure moest afhaken, kreeg Tola als invaller echter zijn kans, die hij maximaal benutte. Op het zware, geaccidenteerde parkoers door de Parijse stad ging Tola halverwege de race naar de koppositie, waarna hij zijn voorsprong stelselmatig vergrootte. Met een marge van ruim 20 seconden op zijn naaste belager, de Belg Bashir Abdi, finishte de Ethiopiër in 2:06.26, een olympisch record. Dit olympische goud was het absolute hoogtepunt van zijn atletiekloopbaan.
Tola is aangesloten bij de Oromiya Police Club.

## Titels
- Olympisch kampioen Marathon - 2024 (Parijs)
- Wereldkampioen marathon - 2022
- Ethiopisch kampioen veldlopen - 2015

## Persoonlijke records
| Onderdeel      | Prestatie | Datum            | Plaats    |
| -------------- | --------- | ---------------- | --------- |
| 10.000 m       | 26.57,33  | 27 mei 2016      | Eugene    |
| 10 km          | 28.12     | 31 december 2018 | Bolzano   |
| 15 km          | 41.56     | 26 maart 2016    | Cardiff   |
| 20 km          | 56.55     | 26 maart 2016    | Cardiff   |
| halve marathon | 59.37     | 1 april 2017     | Praag     |
| 25 km          | 1:12.54   | 20 januari 2017  | Dubai     |
| 30 km          | 1:27.40   | 20 januari 2017  | Dubai     |
| marathon       | 2:03.39   | 17 oktober 2021  | Amsterdam |

## Palmares

### 10.000 m
- 2016:  Prefontaine Classic - 26.57,33
- 2016:  FBK Games - 26.57,45
- 2016:  OS - 27.06,26

### 10 km
- 2015:  Giro Media Blenio in Dongio - 28.26,8
- 2015:  Great Ethiopian Run - 28.45
- 2015:  San Silvestro Boclassic in Bolzano - 28.28,2
- 2018:  San Silvestro Boclassic in Bolzano - 28.12

### 20 km
- 2013:  Marseille-Cassis Classic - 1:00.14

### halve marathon
- 2013:  halve marathon van Addis Ababa - 1:02.44
- 2013:  halve marathon van České Budějovice - 1:02.04
- 2013: 4e halve marathon van Ústí nad Labem - 1:01.27
- 2015: 5e halve marathon van Yangzhou - 1:00.08
- 2016: 5e WK - 1:00.06 ( in het landenklassement)
- 2016:  halve marathon van Las Tunas - 1:03.37
- 2017:  halve marathon van Praag - 59.37
- 2019:  halve marathon van Bogota - 1:02.35
- 2019:  Great North Run - 59.13[2]
- 2024: 7e halve marathon van Ras al-Khaimah - 59.46

### marathon
- 2014: 4e marathon van Dubai - 2:06.17
- 2014: 8e marathon van Gyeongju - 2:12.22
- 2015: DNF marathon van Berlijn
- 2017:  marathon van Dubai - 2:04.11
- 2017:  WK in Londen - 2:09.49
- 2018:  marathon van Dubai - 2:04.06
- 2018: DNF Boston Marathon
- 2018: 4e marathon van New York - 2:08.30
- 2019: 6e marathon van Londen - 2:06.57
- 2020: 6e marathon van Londen - 2:06.41
- 2021:  marathon van Amsterdam - 2:03.39
- 2022:  marathon van Tokio - 2:04.14
- 2022:  WK - 2:05.36
- 2022: 4e marathon van Valencia - 2:03.40
- 2023:  marathon van Londen - 2:04.59
- 2023: DNF WK
- 2023:  marathon van New York - 2:04.58
- 2024: DNF marathon van Londen
- 2024:  OS - 2:06.26 (OR)

### overige afstanden
- 2016:  4 Mijl van Groningen - 17.38

### veldlopen
- 2015: 6e WK in Guiyang - 35.33 ( in het landenklassement)

1983 Robert de Castella ·
1987 Douglas Wakiihuri ·
1991 Hiromi Taniguchi ·
1993 Mark Plaatjes ·
1995 Martín Fiz ·
1997 Abel Anton ·
1999 Abel Anton ·
2001 Gezahegne Abera ·
2003 Jaouad Gharib ·
2005 Jaouad Gharib ·
2007 Luke Kibet ·
2009 Abel Kirui ·
2011 Abel Kirui ·
2013 Stephen Kiprotich ·
2015 Ghirmay Ghebreslassie ·
2017 Geoffrey Kirui ·
2019 Lelisa Desisa ·
2022 Tamirat Tola ·
2023 Victor Kiplangat